# Dżemila Smajkiewicz-Murman
Dżemila Smajkiewicz-Murman (ur. 1932 w Wilnie) – Tatarka, lekarka, w latach 1979–1999 przewodnicząca Muzułmańskiej Gminy Wyznaniowej w Gdańsku.

## Życiorys
Córka imma Alego Smajkiewicza i Zofii Bajraszewskiej. Urodziła się w Wilnie. W 1946 roku rodzina wyjechała do Gdańska. Studiowała medycynę na Akademii Medycznej w Gdańsku. Pracowała jako lekarz pediatra. W 2013 roku weszła w skład redakcji „Przeglądu Tatarskiego”. Publikowała też w „Muzułmanach Rzeczypospolitej”. W 1984 roku weszła w skład Komitetu Budowy Meczetu w Gdańsku.
W latach 1979–1999 pełniła funkcję przewodniczącej Muzułmańskiej Gminy Wyznaniowej w Gdańsku. Nadano jej tytuł honorowej przewodniczącej Muzułmańskiej Gminy Wyznaniowej w Gdańsku.
Jej siostra Zulejha Smajkiewicz (1937–1955) była matką Selima Chazbijewicza, a ciotecznym wnukiem jest Olgierd Chazbijewicz, który od 2014 jest przewodniczącym Muzułmańskiej Gminy Wyznaniowej w Gdańsku. Zulejha zmarła podczas porodu i Dżemila wychowywała jej syna Selima.
Jej mężem był Marian Murman, a synem jest Adam Murad Murman.